# Cybermouvements
Les cybermouvements sont des espaces de débats sur Internet. Il s'agit de services reprenant la forme de mouvements existants physiquement. Ainsi les partis politiques deviennent les cyber-partis, les associations des cyber-assos, etc.
Le premier but d'un cybermouvement est de susciter le débats autour d'un thème de société (axe politique, humanitaire, etc) voir parfois de pousser ses membres à s'engager concrètement dans un mouvement physique.
Ces espaces de discussion comporte souvent les outils suivants : espace d'actualité (similaire à un blog), forum internet, sondages. Mais on peut voir que l'offre est assez diversifiée ainsi on trouve souvent des concepts originaux (revue de presse, articles de journaux aléatoire, etc).
La plupart des cybermouvements fonctionnent de manière démocratique grâce à certains outils : hiérarchie (souvent assez complexe), modération, système d'élection du président du cybermouvement, possibilité de fusionner les cybermouvements.